# Turmhügel Unterunsbach
Der Turmhügel Unterunsbach bezeichnet eine abgegangene mittelalterliche Höhenburg vom Typus einer Turmhügelburg (Motte) in einem Waldstück ca. 230 m nordöstlich der Kirche St. Johannes Baptist von Unterunsbach, einem Gemeindeteil des niederbayerischen Marktes Essenbach im Landkreis Landshut. Die Anlage wird als Bodendenkmal unter der Aktennummer D-2-7339-0174 als „Turmhügel des Mittelalters“ geführt.

## Beschreibung
Der Turmhügel Unterunsbach liegt auf einem bewaldeten Bergsporn. Der Turmhügel erhebt sich hier um 3 m und ist von einem flachen Graben umgeben. Das ovale Plateau hat einen Durchmesser von 9 zu 11 m. Darin befindet sich eine 1,2 m tiefe Störung. Zu dem zunächst flach abfallenden Hinterland im Nordosten ist der Graben durch einen flachen, sichelförmigen Wall in zwei parallele Grabenzüge gegliedert.